# Ferdinand Lundberg
Ferdinand Lundberg (30 de abril de 1902 - 1 de marzo de 1995) era un periodista del siglo XX que estudió la historia de la riqueza y del poder norteamericano.

## Carrera
Comenzó a trabajar en Chicago en 1924, se trasladó a Nueva York en 1926 y se unió al personal de Wall Street Journal en 1927. Se convirtió en un especialista en informes financieros y cubrió en Wall Street la crisis del Crac del 29. Ocupó varios cargos en su vida: Periodista de United Press International, del Chicago Daily News y del New York Herald Tribune (1927-1934). En 1934 renunció al Herald Tribune para investigar sus dos grandes libros de 1936 y 1937. También dio clases como profesor adjunto de filosofía social en la Universidad de Nueva York de 1952 a 1968.
Fue autor de una biografía social de William Randolph Hearst de 1936 titulada Imperial Hearst, que detalla sus implicaciones políticas y de las 60 Familias de los Estados Unidos, una crítica y exposición de los principales grupos de negocios y finanzas Americanos, considerada por Michael Scheler (1938) con el El Capital de Karl Marx. Su siguiente obra titulada Los ricos y los súper ricos es menos crítica del capitalismo.